# Ercan Kazaz
Ercan Kazaz est un pilote de rallyes, turc, né le 17 décembre 1967, à Istanbul.
Ayant débuté en compétition automobile en 1985, il a remporté deux épreuves comptant pour le Championnat d'Europe des rallyes, à savoir le Rallye de Yougoslavie en 1999, et le Rallye Sosser Sliven en 2000 (Bulgarie).
Il a aussi été vainqueur du 3e Rallye d'Anatolie en 2002 en championnat national turc, sur Subaru Impreza WRX, un an avant son introduction comme épreuve à part entière du WRC, appelée alors "Rallye de Turquie".
Il fut également second du rallye de Croatie sur sa Subaru Impreza WRC en 2000 (terminant 5e du championnat continental la même année).
Il dirigea de plus le Subaru Turkey Rally Team à partir de 2006 (dont il fut alors 1er pilote, pour trois équipages sous contrats).
En 2012, il termina encore 5e du rallye du Bosphore, comptant pour l'ERC, à 45 ans passés.

## Titres
- Triple Champion de Turquie des rallyes, en 1999, 2002 et 2007, toutes classes confondues;
- Champion de Turquie des rallyes classe 1,6 L. (Super 1600) en 2005);
- Coupe des Balkans en 1999;
  - Vice-champion de Turquie des rallyes, en 2001;
  - 3e du championnat de Turquie des rallyes, en 2011.